# Cantonul Bidache
Cantonul Bidache este un canton din arondismentul Bayonne, departamentul Pyrénées-Atlantiques, regiunea Aquitania, Franța.

## Comune
- Arancou
- Bardos
- Bergouey-Viellenave
- Bidache (reședință)
- Came
- Guiche
- Sames